# Wifey
Wifey, de son vrai nom Sandra Otterson (née Melchin à Oregon City (Oregon) le 15 mai 1965), est une actrice pornographique américaine.
Elle dirige depuis 1998 le site Wifey's World avec son mari Hubby (Kevin Otterson), également acteur X. Le couple s'est rencontré au lycée et s'est marié après l'obtention de leurs diplômes. Ils vivent actuellement dans le nord de Scottsdale en Arizona, et auraient trois enfants.
Les pseudonymes Wifey et Hubby sont des diminutifs de wife et husband, c'est-à-dire épouse et mari, en anglais.
Wifey est classée dans la catégorie des MILF, mesure 1,65 m pour 57 kg et possède une forte poitrine sans implants (mensurations américaines : 36DDD-26-36). Elle est notamment spécialiste des masturbations manuelles, éjaculations faciales et de la déglutition de sperme.